# 서울예술대학교
서울예술대학교(서울藝術大學校,  Seoul Institute of the Arts)는 대한민국 경기도 안산시와 서울특별시 중구에 위치한 사립 전문대학이다.

## 연혁
1962년 9월, 연극인 유치진에 의하여 설립된 재단법인 한국연극연구소(현.학교법인 동랑예술원) 산하에 부설 한국연극아카데미가 서울예술대학교의 모태이다. 서울특별시 중구, 현 남산캠퍼스 일대에서 개교하였다. 1964년 4월 4일, 법인 조직을 학교법인으로 전환하고, 서울연극학교로 개편되었다. 1973년 12월, 서울예술전문학교로 개편하였다. 1978년 12월, 전문대학으로 개편되어 서울예술전문대학으로 교명을 변경하였다.
1989년 9월, 남산캠퍼스 확충을 위해 일대 부지를 일부 매입했다. 1998년 6월, 서울예술대학으로 교명을 변경한다. 이어 2001년 3월, 현 안산캠퍼스를 개교하고, 대학본부를 이동한다. 2012년 5월 1일, 서울예술대학교로 교명을 변경한다. 2022년에 창학 60주년을 맞았으며, 유태균 총장이 취임해 있다.
한편, 2018년 대한민국 교육부로부터 대학기본역량진단 결과 재정지원제한대학에 선정된 바 있다. 그러나 2020년 실시된 2차 평가에서 조치가 해제된 바 있다.

## 교육편제
서울예술대학교는 전문대학 과정으로, 전문학사 학위를 수여하는 학부 과정만 편제되어 있다. 2023년 현재 공연학부, 영상학부, 음악학부, 문예학부, 디자인학부, 커뮤니케이션학부 등 6개 학부 아래 15개 전공을 두고 있다. 다만, 일부 과정에 대하여 학사 학위를 수여할 수 있는 전공심화 과정을 두고 있다.

## 캠퍼스 풍경
서울예술대학교는 경기도와 서울특별시 소재 사립 전문대학으로, 안산시와 중구에 캠퍼스를 각각 두고 있다.

### 안산캠퍼스
서울예술대학교 안산캠퍼스는 대학본부 캠퍼스로, 모든 학부 교육 과정이 이루어진다. 고잔동에 교사가 위치하며, 2001년, 서울예술대학교 시절 남산캠퍼스에서 부지 및 강의 건물의 협소함을 해결하고, 학생 복지, 강의 효율을 높이기 위하여 이동한 교사가 현재까지 이어지고 있다. 캠퍼스 내 약 11개 건축물이 위치하며, 캠퍼스 동편 예술대학로를 통해 접근이 가능하다.

### 남산캠퍼스
서울예술대학교 남산캠퍼스는 부속 캠퍼스로, 학사 학위 전공심화 교육 과정이 이루어진다. 이 외에 문화예술 전시·체험 공간으로서 역할이 강하다. 예장동에 교사가 위치하며, 캠퍼스 내 약 5개 건축물이 위치한다. 캠퍼스 서부 소파로를 통해 접근이 가능하며, 소파로 남단으로 숭의여자대학교가 인근에 있다.